# Vladigame
Vladigame es un videojuego de disparos lanzado por el estudio peruano Golden Image en el 2001. Al videojuego le siguió una secuela, Vladigame 2: La amenaza continua, lanzada en junio de ese mismo año y tuvo la participación del cómico Fernando Armas.

## Trama
El jugador asume el papel de "Niko Judo", un niño quien, decidido a acabar con la corrupción tras oir a sus padres pasar por problemas económicos, se arma con un rifle que dispara bolas de goma y apunta a personajes comandados por Vladimiro Montesinos, quienes son representados como dragones, brujas, centauros y bestias bicéfalas. Ente esos personajes, se encuentran los hermanos Álex y Alberto Kouri, Agustín Mantilla, Laura Bozzo, Martha Chávez y los hermanos Winter.
En la secuela, se presentan nuevos antagonistas como Tirofijón y "Chavemón, el chévere", quienes aluden a Manuel Marulanda Vélez y Hugo Chávez respectivamente.

## Desarrollo
El creador, Fernando Gonzales, se inspiró en el destape de los Vladivideos para hacer el videojuego. Para la secuela, se sustituyeron las fotografías de los personajes por dibujos. Tras su lanzamiento, se anunció una última entrega para concluir la trilogía: Fujimori: La Batalla Final, la cual no se llegó a completar.

## Recepción
El videojuego llegó a vender 10 mil copias y, según BBC Mundo "trascendió las fronteras del país andino como una original forma de abordar con sátira y humor la realidad política y social."
La congresista fujimorista Martha Chávez, quien es representada en el videojuego como una bruja, denunció la forma como fue retratada y demandó, sin éxito, a Fernando Gonzáles y al director de Caretas Enrique Zileri por S/.1,4 millones.